# Ondrej Rusko
Ondrej Rusko (Királyka, 1921. augusztus 4. – Poprád, 1998. március 31.) szlovák sífutó.

## Életrajza
Szlovákia bajnoka váltóban 4x10 km-en 1943-ban és 1944-ben. Az ČH Štrbské pleso sportközpontjának első főnöke, a válogatott edzője. A Magas-Tátrában, ahol élt és dolgozott, sírendezvényeket szervezett (az 1970-es sívilágbajnokságot is). Sífutásban a KSTL Banská Bystrica, Harmanec (1941, 1942) és a OAP Bratislava sportkluboknak versenyzett. Többszörös győztese volt a Biela stopa SNP (a Szlovák Nemzeti Felkelés Fehér Nyomvonalán) nemzetközi sífutóversenynek.

## Fordítás
- Ez a szócikk részben vagy egészben  az   Ondrej Rusko című szlovák Wikipédia-szócikk ezen változatának fordításán alapul.  Az eredeti cikk szerkesztőit annak laptörténete sorolja fel. Ez a jelzés csupán a megfogalmazás eredetét és a szerzői jogokat jelzi, nem szolgál a cikkben szereplő információk forrásmegjelöléseként.